# Botanophila protuberans
Botanophila protuberans är en tvåvingeart som först beskrevs av Malloch 1919.  Botanophila protuberans ingår i släktet Botanophila och familjen blomsterflugor. Inga underarter finns listade i Catalogue of Life.